# Asesinato de Oksana Makar
El asesinato de Oksana Makar tuvo lugar en marzo de 2012 en Ucrania. El caso obtuvo una amplia cobertura mediática en la prensa local e internacional y dio lugar a protestas masivas. Oksana Makar, de 18 años, fue atacada por tres hombres en la ciudad de Mykolaiv el 8 de marzo de 2012: la violaron, la estrangularon y le prendieron fuego. Oksana falleció tres semanas después en el hospital. Mientras se encontraba en el hospital grabó una serie de vídeos contando su historia y denunciando a sus agresores.
La policía detuvo a tres hombres por el ataque pero soltó a dos de ellos que más tarde fueron arrestados nuevamente después de una protesta pública y protestas masivas el 13 de marzo.

## Personas involucradas en el caso

### Oksana Makar
Oksana Serhiyivna Makar (en ucraniano: Оксана Сергіївна Макар, ruso: Оксана Сергеевна Макар, 11 de junio de 1993 - 29 de marzo de 2012).-Pasó una parte importante de su infancia en un orfanato después de que tanto su padre como su padrastro fueran encarcelados por tráfico de drogas y su madre fuera condenada por robo y sentenciada a tres años de prisión. Completó solo seis años de educación, se escapó del orfanato y vivió sola en varios lugares por lo que recurrió al hurto y (según algunas fuentes) la prostitución para sustentarse.

### Yevhen Krasnóshchok
Yevhen Krasnoshchok (el principal sospechoso) se fue de casa a los 17 años y se dedicó a varios oficios diferentes. Vivía en un albergue con su esposa y su hija de dos años.

### Maksym Prisiazhniuk
Maksym Prysiazhniuk trabajó como abogado en el Departamento de Cultura del Ayuntamiento de Mykolaiv. Su madre adoptiva fue directora del consejo del distrito de Yelanets antes de su jubilación en 2009 (Yelanets se encuentra a 60 millas de Mykolaiv). Prysiazhniuk fue arrestado el 11 de marzo de 2012, puesto en libertad bajo fianza policial y arrestado de nuevo tras las protestas públicas de Femen. Prisyazhnyuk había sido miembro del ala juvenil del Partido de las Regiones, pero había sido expulsado de sus filas en 2010. Prysiazhniuk luego continuó su carrera política como miembro del United Center pero, según ese partido, nunca había sido miembro y solo había trabajado con ellos de forma voluntaria durante las elecciones locales de 2010. 

### Artem Pohosian
Inicialmente se informó que el padre de Artem Pohosian trabajó en el pasado como alto funcionario en la oficina del fiscal de distrito en Mykolaiv. Según la policía, su padre trabajaba como obrero manual y murió en enero de 2012 y su madre es bibliotecaria. Pohosian fue arrestado el 11 de marzo de 2012, puesto en libertad bajo fianza policial y arrestado nuevamente luego de protestas públicas.

## Ataque
Makar, de 18 años, fue atacada en Mykolaiv la noche del 8 al 9 de marzo de 2012. Hay relatos contradictorios sobre los detalles de cómo los sospechosos y la víctima se conocieron y qué ocurrió la noche del asesinato, pero no se discute que Makar conoció al menos a dos de sus atacantes en Rybka, un pub en Mykolaiv, y todos se dirigieron a un apartamento perteneciente a uno de los presuntos asesinos. Los tres hombres violaron a Makar en el apartamento e intentaron estrangularla con una cuerda. Después de eso, se llevaron a Makar, que apenas estaba consciente, a un sitio de construcción cercano, la envolvieron en una manta y le prendieron fuego. Fue descubierta a la mañana siguiente, aún consciente, por un automovilista que pasaba por allí y llevada a un hospital. Había sufrido quemaduras en el 55 por ciento de su cuerpo y recibió daño pulmonar debido a la inhalación de humo.

## Respuesta médica y muerte
Makar fue trasladada al Centro de Quemados de Donetsk, una institución médica moderna con reputación internacional donde un cirujano suizo la operó. Su brazo derecho y ambos pies tuvieron que ser amputados para evitar que la gangrena se propagara.
El 29 de marzo de 2012, Makar murió a causa de las heridas. Fue enterrada el 30 de marzo en Luch. Dado que murió soltera, la enterraron vestida de novia, siguiendo la tradición local.

## Investigación y juicio
Tres hombres, Yevhen Krasnoshchok (23), Maksym Prysiazhniuk (24) y Artem Pogasyan (22), fueron arrestados el 11 de marzo, pero Prysiazhniuk y Pohosian fueron liberados bajo fianza. Poco después, los medios de comunicación afirmaron que los padres de Prysiazhniuk y Pohosian eran exfuncionarios del gobierno del área de Mykolaiv y estaban conectados con políticos locales, lo cual desató las iras populares. Tras las protestas, los dos sospechosos puestos en libertad bajo fianza por la policía fueron arrestados nuevamente.
El 29 de marzo, un portavoz del Ministerio del Interior anunció que los tres hombres habían sido acusados de la violación y el asesinato de Oksana Makar y se enfrentaban a cadena perpetua.
El 24 de mayo de 2012, comenzó un juicio abierto sobre el caso en el tribunal de Tsentralnyi Raion de Mykolaiv. Durante el juicio, Prysiazhniuk afirmó que el sexo con Makar fue consentido. Él y Pohosian afirmaron que fue Krasnoshchok quien asfixió a la joven y luego la violó nuevamente y que creían que ya estaba muerta cuando le prendieron fuego. El 30 de octubre de 2012, el fiscal pidió cadena perpetua para Krasnoshchok, 15 años de prisión para Prysiazhniuk y 14 años de prisión para Pohosian. 
Finalmente, los tres acusados fueron declarados culpables.

## Respuesta pública

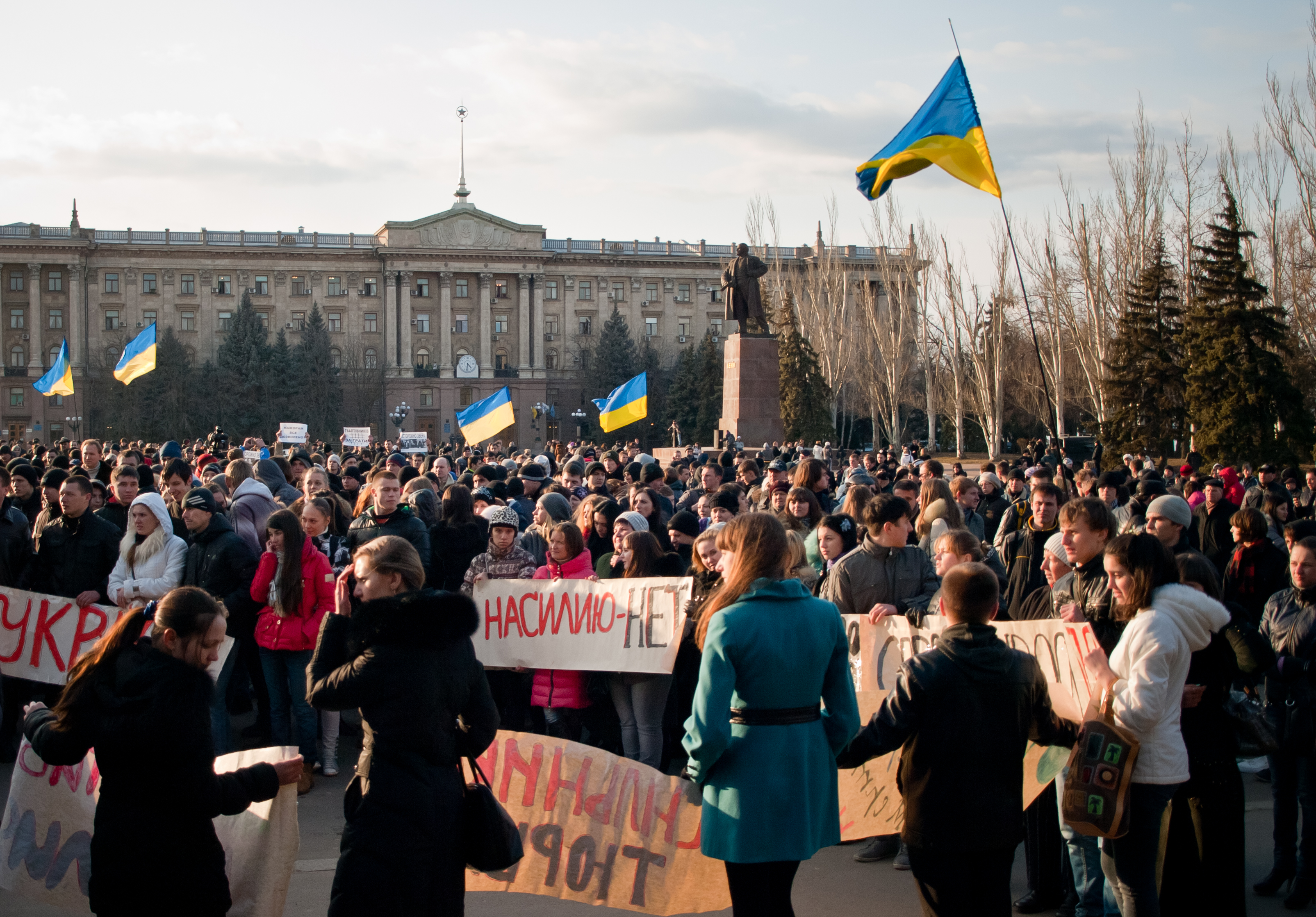
Protesta en apoyo a Makar el 15 de marzo de 2012.

Las acciones de la policía fueron profundamente criticadas por los medios de comunicación y provocaron protestas públicas en Mykolaiv, Járkov, Leópolis y Odesa. La muerte de Makar se vinculó con los llamados "crímenes de peces gordos": crímenes cometidos por los hijos de los funcionarios públicos o por los propios funcionarios. Según la madre de la víctima, Taetiana Surovytska, sus conexiones dentro de uno de los canales de televisión centrales de Ucrania ayudaron a garantizar una amplia cobertura mediática inicial. Surovitskaya publicó imágenes de Makar en el hospital después de que los médicos se vieran obligados a amputarle uno de sus brazos y ambos pies en YouTube (esas amputaciones se pueden ver claramente en el video) dos semanas después del ataque.
El multimillonario ucraniano y miembro del parlamento Renat Akhmetov costeó el tratamiento de Makar en el Centro de Quemados de Donetsk y también pagó por el cirujano suizo.
El caso provocó varias protestas y manifestaciones en las que participó la asociación feminista FEMEN.